# Градско језгро Сремских Карловаца
Старо градско језгро Сремских Карловаца представља Просторну културно-историјску целину Сремских Карловаца, која је проглашена културним добром од изузетног значаја за Србију.

## Настанак просторне целине
Старо језгро Сремских Карловаца настало је током 18., 19. и почетком 20. века. Међутим, основа данашњег насеља је старија, а посебно садржи елементе из отоманског времена (16-17. век).
Највећи процват насеља дешава се у 18. веку, када почетком овог века Карловци постају најважније црквено седиште у Српству (Карловачка митрополија). Са појавом нових црквених, а касније и грађанских установа почиње урбани развој вароши, која је током целог раздобља хабзбуршке власти имала изразито српски и православни карактер. Значајан подстрек чинили су и бројни трговиц и занатлије што је насељу дало посебну физиономију мешовитог управно-привредног средишта.
Премештањем Српске патријаршије у Београд у раздобљу између два светска рата Сремски Карловци губе на значају, али је ово истовремено омогућило да се јединствено старо ткиво насеља очува до дан-данас.

## Просторна културно-историјска целина
Старо градско језгро Сремских Карловаца је проглашено за културно добро од изузетног значаја 1993. године. Оно обухвата простор Трга Бранка Радичевића са околним блоковима и улицама, обухвата грађевине који по вредности архитектонско-ликовних и функционалних решења овој целини обезбеђују изузетно значајно место у културној историји српског народа. Конзерваторски радови мањег обима рађени су на појединачним грађевинама у језгру између 2000–2006.
.